# Raúl de La Cruz Chaparro
Pour les articles homonymes, voir Chaparro.
Raúl de La Cruz Chaparro, surnommé Chaparrito (né le 3 mai 1953 à Formosa en Argentine), est un joueur international de football argentin.

## Biographie
Milieu offensif, habile avec le ballon et doté d'une bonne vision de jeu, il était réputé pour son bon jeu de tête et son sang froid devant le but, ayant passé la barrière des 100 buts.
Issu des niveaux inférieurs du San Lorenzo de Almagro. Il débute en pro avec le club en 1971 et y reste jusqu'en 1973, jouant en tout 11 matchs pour un but marqué.
En 1973, le club de Boedo le cède pour un an au Gimnasia de Jujuy, où il inscrit 3 buts en 12 matchs. En 1975, il rejoint le Tigre, club qui fait vraiment décoller sa carrière, et où il évolue jusqu'en 1977. Il fait ses débuts au club contre Talleres et inscrit son premier but lors d'une victoire 3-1 contre le Deportivo Morón, terminant en tant que goleador (meilleur buteur) du Tigre avec 23 buts. Il quitte Tigre avec 137 matchs et 61 réalisations à son compteur.
Il signe ensuite chez les Chacarita Juniors en 1977 pour une saison où il n'inscrit aucun but en 5 matchs. En 1978, il rejoint le club de San Martín de Tucumán jusqu'en 1979, équipe pour qui il joue 26 matchs pour 4 buts.
Il passe chez le club de l'Instituto de Córdoba en 1980, où il joue jusqu'en 1982, avec 37 buts inscrits en 64 matchs joués. En 1982, il rejoint les géants argentins de Buenos Aires du Club Atlético River Plate avec lesquels il évolue jusqu'en 1983 (9 buts en 33 parties).
En 1983, il part jouer pour le Rosario Central avec qui il reste jusqu'en 1985, jouant en tout 37 matchs et inscrivant 14 buts. Il part alors rejoindre le Belgrano de Córdoba jusqu'en 1986, année où il part rejoindre le club du Racing de Córdoba, avec qui il reste jusqu'en 1988, jouant pas moins de 73 matchs pour 16 buts marqués.
Il part ensuite jouer pour le club du Club Atlético Colón, et dispute la saison 1988-1989 en D2 (Nacional B). Il joue en 47 matchs pour l'équipe et inscrit 12 buts. Finalement, il décide de terminer sa carrière en deuxième division avec le club des Defensores de Belgrano pour la saison 1989-1990. Avec les dragons, il inscrit 6 buts en 25 matchs.
Au total, il a joué en tout 397 matchs professionnels et inscrit un total de 147 buts.